# Mendelejew-Goldmedaille

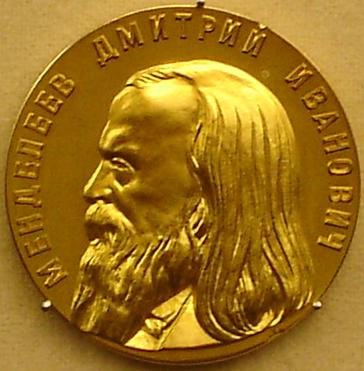
Mendelejew-Goldmedaille

Die Mendelejew-Goldmedaille (russisch Золотая медаль имени Д.И. Менделеева)  wurde nach dem russischen Chemiker Dmitri Iwanowitsch Mendelejew benannt. Von 1965 bis 1993 wurde sie von der damaligen Akademie der Wissenschaften der UdSSR alle zwei Jahre für herausragende Leistungen auf dem Gebiet der Chemie bzw. Chemietechnik verliehen. Seit 1993 wird sie alle fünf Jahre vergeben.

## Preisträger
- 1965 Alexander Wassiljewitsch Kirsanow
- 1967 Semjon Issaakowitsch Wolfkowitsch
- 1969 Nikolai Michailowitsch Schaworonkow
- 1971 Sabir Junussowitsch Junussow
- 1973 Iwan Wladimirowitsch Tananajew
- 1975 Witali Iossifowitsch Goldanski
- 1977 Alexander Nikolajewitsch Nesmejanow
- 1979 Juri Konstantinowitsch Delimarski
- 1981 Grigori Grigorjewitsch Dewjatych
- 1983 Wiktor Iwanowitsch Spizyn
- 1985 Abid Sadykowitsch Sadykow
- 1987 Georgi Nikolajewitsch Fljorow
- 1989 Alexander Wassiljewitsch Fokin
- 1991 Wiktor Wjatscheslawowitsch Kafarow
- 1993 Juri Alexandrowitsch Solotow
- 1998 Oleg Matwejewitsch Nefedow
- 2003 Alexander Iwanowitsch Konowalow
- 2008 Anatoli Iwanowitsch Russanow
- 2013 Ilja Iossifowitsch Moissejew
- 2018 Aslan Jussupowitsch Ziwadse
- 2023 Boris Fedorowitsch Mjassojedow[1]